# Pervouralsk
Pervouralsk (tiếng Nga: Первоуральск) là một thành phố Nga. Thành phố này thuộc chủ thể Sverdlovsk Oblast. Thành phố có dân số 132.277 người (theo điều tra dân số năm 2002). Đây là thành phố lớn thứ 124 của Nga theo dân số năm 2002.